# الوارو بایگوری
الوارو بایگوری (انگلیسی: Álvaro Baigorri؛ زادهٔ ۱۱ اوت ۱۹۸۳) بازیکن فوتبال اهل اسپانیا است.
از باشگاه‌هایی که در آن بازی کرده‌است می‌توان به باشگاه فوتبال لگانس و باشگاه فوتبال اتلتیکو مادرید اشاره کرد.